# Ciclisme als Jocs Olímpics d'estiu de 1908 - 20 kilòmetres masculins
La prova dels 20 quilòmetres masculins va ser una de les set proves de ciclisme en pista que es van disputar als Jocs Olímpics de Londres de 1908. Aquesta era la segona prova més llarga del programa d'aquella edició dels Jocs. El temps màxim per completar la cursa era de 40 minuts.

## Medallistess
| Or                 | Plata          | Bronze           |
| Clarence Kingsbury | Benjamin Jones | Joseph Werbrouck |

## Resultats

### Semifinals
Hi havia dos mètodes de classificació per a la final. Els vencedors de cadascuna de les sis semifinals passaven directmanet a la final, així com el ciclista que passava líder durant més voltes en les tres sèries més ràpides. El total de finalistes era de nou.
| Posició | Ciclista           | Temps        |
| ------- | ------------------ | ------------ |
| 1       | Leon Meredith      | 33' 21,0"    |
| 2       | Hermann Martens    | 33' 21,2"    |
| 3       | Joseph Werbrouck   | 33' 21,4"    |
| 4       | André Lapize       | desconegut   |
| 5       | Georgius Damen     | desconegut   |
| 6       | Frederick McCarthy | desconegut   |
| 7-8     | Pierre Hostein     | desconegut   |
| 7-8     | Rudolf Katzer      | desconegut   |
| —       | Daniel Flynn       | no finalitza |

| Posició | Ciclista                     | Temps      |
| ------- | ---------------------------- | ---------- |
| 1       | Clarence Kingsbury           | 32' 33,8"  |
| 2       | Colin Brooks                 | 32' 34,0"  |
| 3       | Floris Venter                | 32' 34,4"  |
| 4       | Georges Lutz                 | desconegut |
| 5       | Gerard Bosch van Drakenstein | desconegut |
| 6       | François Bonnet              | desconegut |
| 7-9     | Walter Andrews               | desconegut |
| 7-9     | Jean van Benthem             | desconegut |
| 7-9     | Paul Schulze                 | desconegut |

| Posició | Ciclista         | Temps        |
| ------- | ---------------- | ------------ |
| 1       | Louis Weintz     | 33' 39,8"    |
| 2       | Frank Shore      | 33' 40,0"    |
| 3       | Harry Young      | 33' 45,2"    |
| 4       | Herbert Bouffler | desconegut   |
| 5       | Max Triebsch     | desconegut   |
| 6-7     | Henri Cunault    | desconegut   |
| 6-7     | Dorus Nijland    | desconegut   |
| —       | Frederick Hamlin | no finalitza |

| Posició | Ciclista             | Temps        |
| ------- | -------------------- | ------------ |
| 1       | Benjamin Jones       | 32' 39,0"    |
| 2       | George Cameron       | 32' 39,2"    |
| 3       | T. H. E. Passmore    | 32' 39,4"    |
| 4       | Octave Lapize        | desconegut   |
| 5       | Henri Baumler        | desconegut   |
| 6-7     | Alwin Boldt          | desconegut   |
| 6-7     | Johannes van Spengen | desconegut   |
| —       | W. Lower             | no finalitza |

| Posició | Ciclista             | Temps        |
| ------- | -------------------- | ------------ |
| 1       | Andrew Hansson       | 34' 53,6"    |
| 2       | David Robertson      | 34' 53,8"    |
| 3       | William Anderson     | 34' 55,6"    |
| —       | Ioannis Santorinaios | no finalitza |
| —       | Paul Texier          | no finalitza |

| Posició | Ciclista            | Temps         |
| ------- | ------------------- | ------------- |
| 1       | Arthur J. Denny     | 33' 40,6"     |
| 2       | Charles Avrillon    | 33' 40,8"     |
| 3       | Gustaf Westerberg   | 33' 41,4"     |
| 4       | Guglielmo Morisetti | desconegut    |
| —       | Léon Couckelberg    | Desqualificat |

### Final
| Posició | Ciclista           | Temps      |
| ------- | ------------------ | ---------- |
| 1       | Clarence Kingsbury | 34' 13,6"  |
| 2       | Benjamin Jones     | desconegut |
| 3       | Joseph Werbrouck   | desconegut |
| 4       | Louis Weintz       | desconegut |
| 5-9     | François Bonnet    | desconegut |
| 5-9     | Arthur Denny       | desconegut |
| 5-9     | Andrew Hansson     | desconegut |
| 5-9     | Octave Lapize      | desconegut |
| 5-9     | Leon Meredith      | desconegut |